# Haltérophilie aux Jeux olympiques d'été de 1972
Navigation
Mexico 1968 Montréal 1976
Résultats des épreuves d'haltérophilie dans le cadre des Jeux olympiques d'été de 1972 à Munich. Neuf épreuves figuraient au programme.

## Tableau des médailles
| Rang  | Pays                 | Médaille d'or | Médaille d'argent | Médaille de bronze | Total |
| 1     | Bulgarie             | 3             | 3                 | 0                  | 6     |
| 2     | Union soviétique     | 3             | 1                 | 1                  | 5     |
| 3     | Hongrie              | 1             | 1                 | 3                  | 5     |
| 4     | Pologne              | 1             | 1                 | 1                  | 3     |
| 5     | Norvège              | 1             | 0                 | 0                  | 1     |
| 6     | Iran                 | 0             | 1                 | 0                  | 1     |
| 6     | Liban                | 0             | 1                 | 0                  | 1     |
| 6     | Allemagne de l'Ouest | 0             | 1                 | 0                  | 1     |
| 9     | Allemagne de l'Est   | 0             | 0                 | 2                  | 2     |
| 10    | Italie               | 0             | 0                 | 1                  | 1     |
| 10    | Suède                | 0             | 0                 | 1                  | 1     |
| Total | Total                | 9             | 9                 | 9                  | 27    |

## Résultats
| Catégorie      | Or                                  | Argent                           | Bronze                             |
| Moins de 52 kg | Zygmunt Smalcerz Pologne            | Lajos Szűcs Hongrie              | Sándor Holczreiter Hongrie         |
| 52-56 kg       | Imre Földi Hongrie                  | Mohammad Nassiri Iran            | Gennadi Chetin Union soviétique    |
| 56-60 kg       | Norair Nurikyan Bulgarie            | Dito Shanidze Union soviétique   | Janos Benedek Hongrie              |
| 60-67,5 kg     | Mukharby Kirzhinov Union soviétique | Mladen Kuchev Bulgarie           | Zbigniew Tadeusz Kaczmarek Pologne |
| 67,5-75 kg     | Yordan Bikov Bulgarie               | Mohamed Tarabulsi Liban          | Anselmo Silvino Italie             |
| 75-82,5 kg     | Leif Jenssen Norvège                | Norbert Ozimek Pologne           | György Horváth Hongrie             |
| 82,5-90 kg     | Andon Nikolov Bulgarie              | Atanas Shopov Bulgarie           | Hans Bettembourg Suède             |
| 90-110 kg      | Jaan Talts Union soviétique         | Aleksandar Kraychev Bulgarie     | Stefan Grützner Allemagne de l'Est |
| Plus de 110 kg | Vassili Alexeiev Union soviétique   | Rudolf Mang Allemagne de l'Ouest | Gerd Bonk Allemagne de l'Est       |